# Notylia pubescens
Notylia pubescens är en orkidéart som beskrevs av John Lindley. Notylia pubescens ingår i släktet Notylia och familjen orkidéer. Inga underarter finns listade i Catalogue of Life.

## Bildgalleri

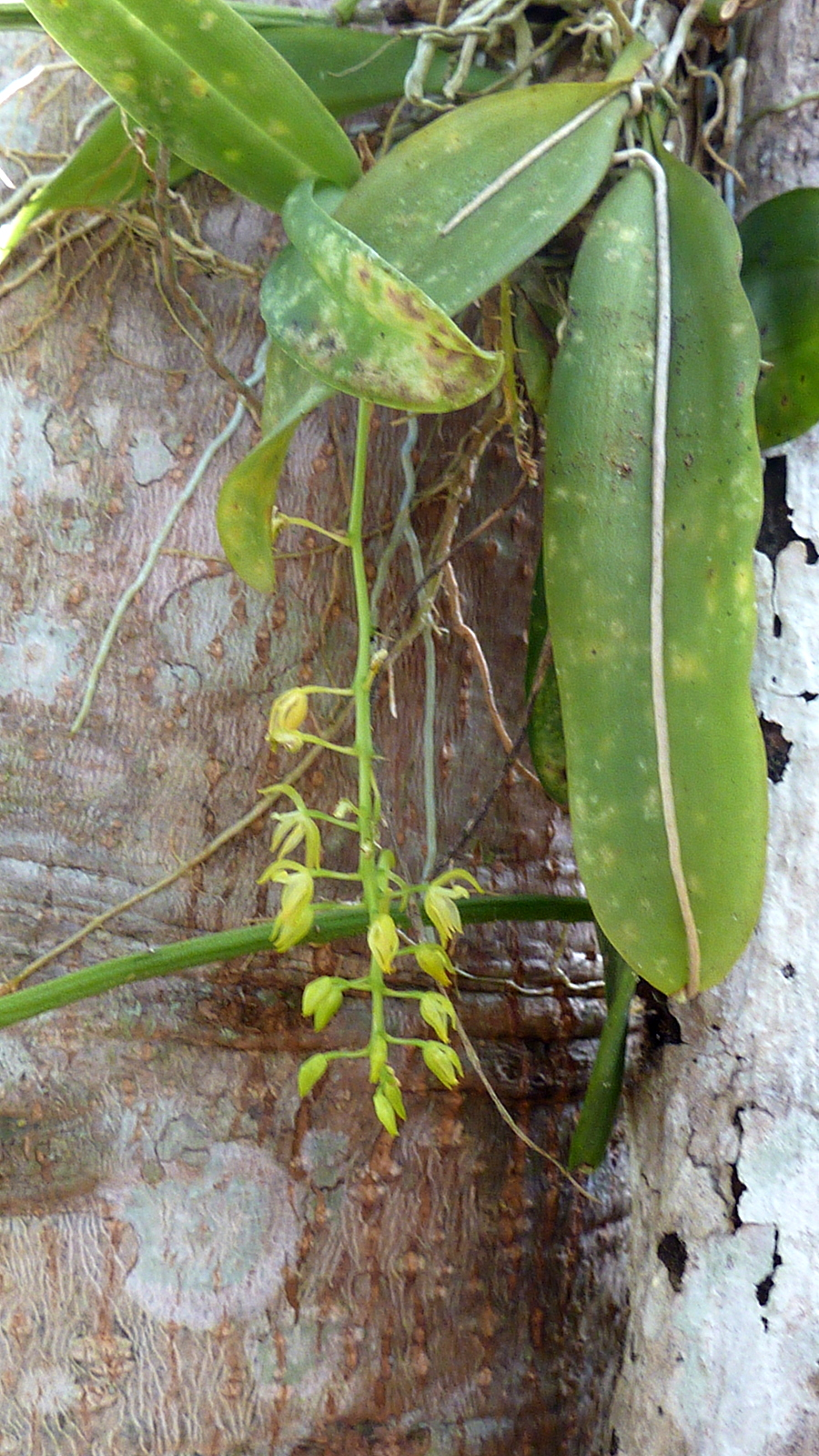
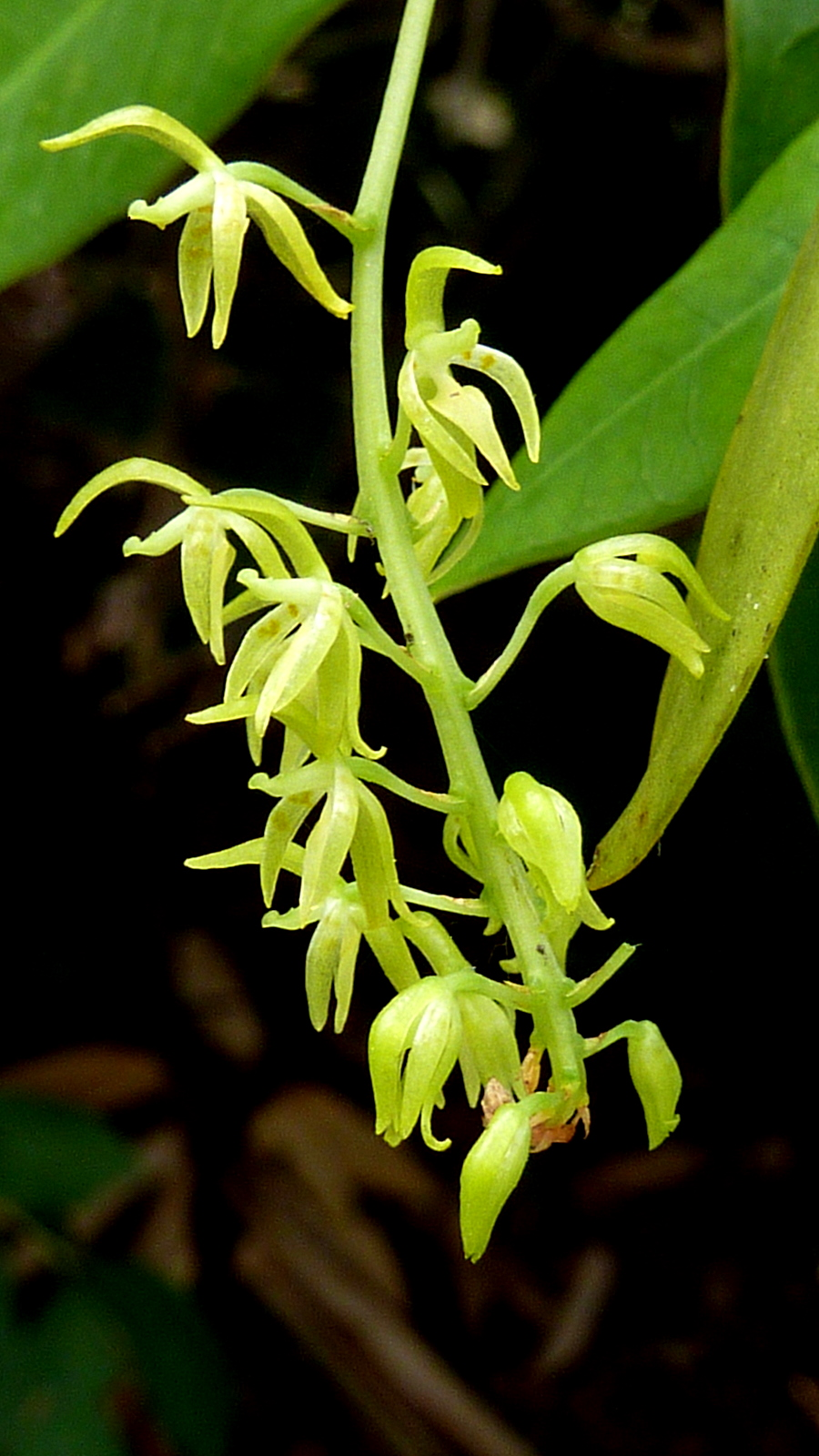
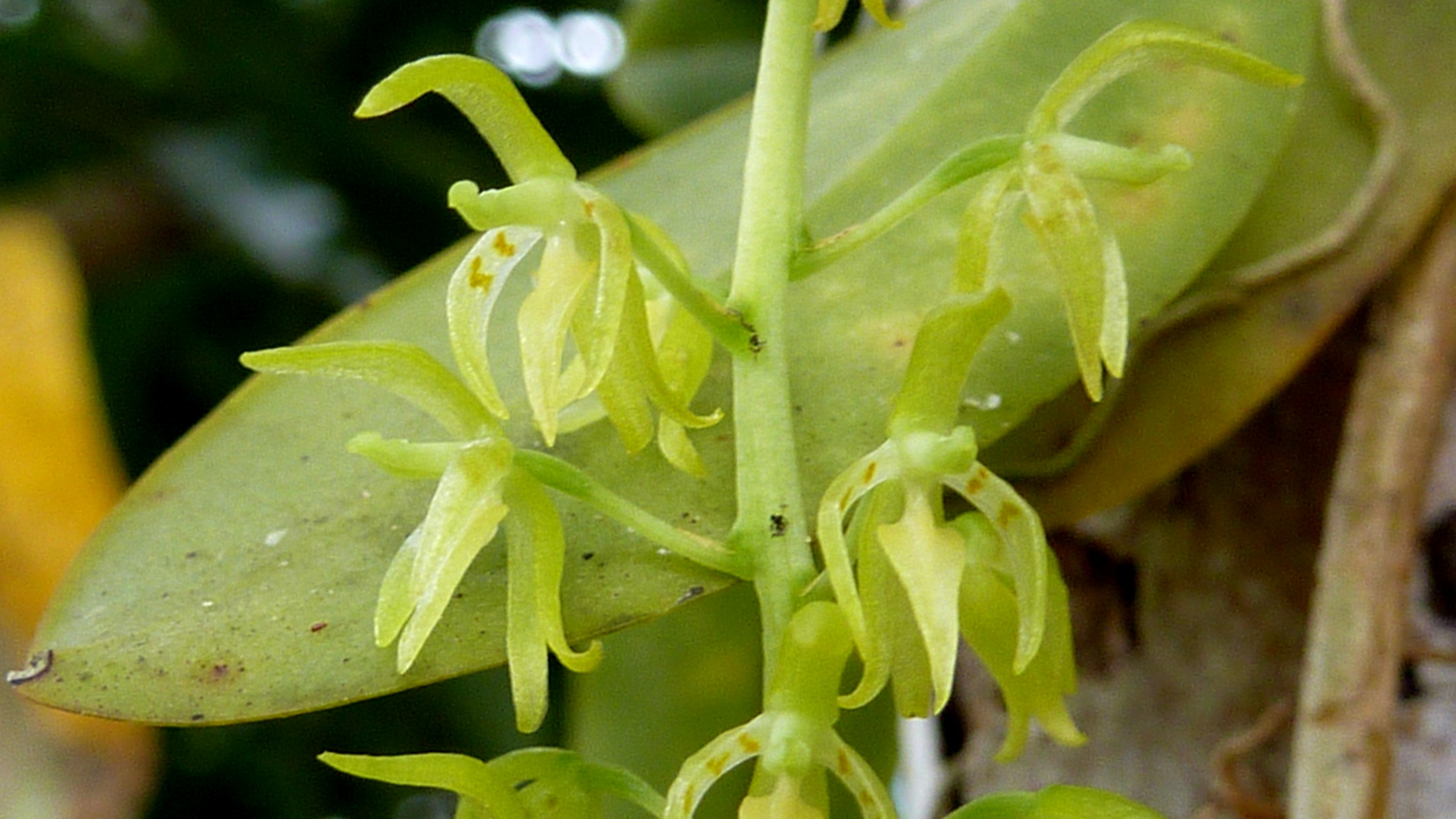
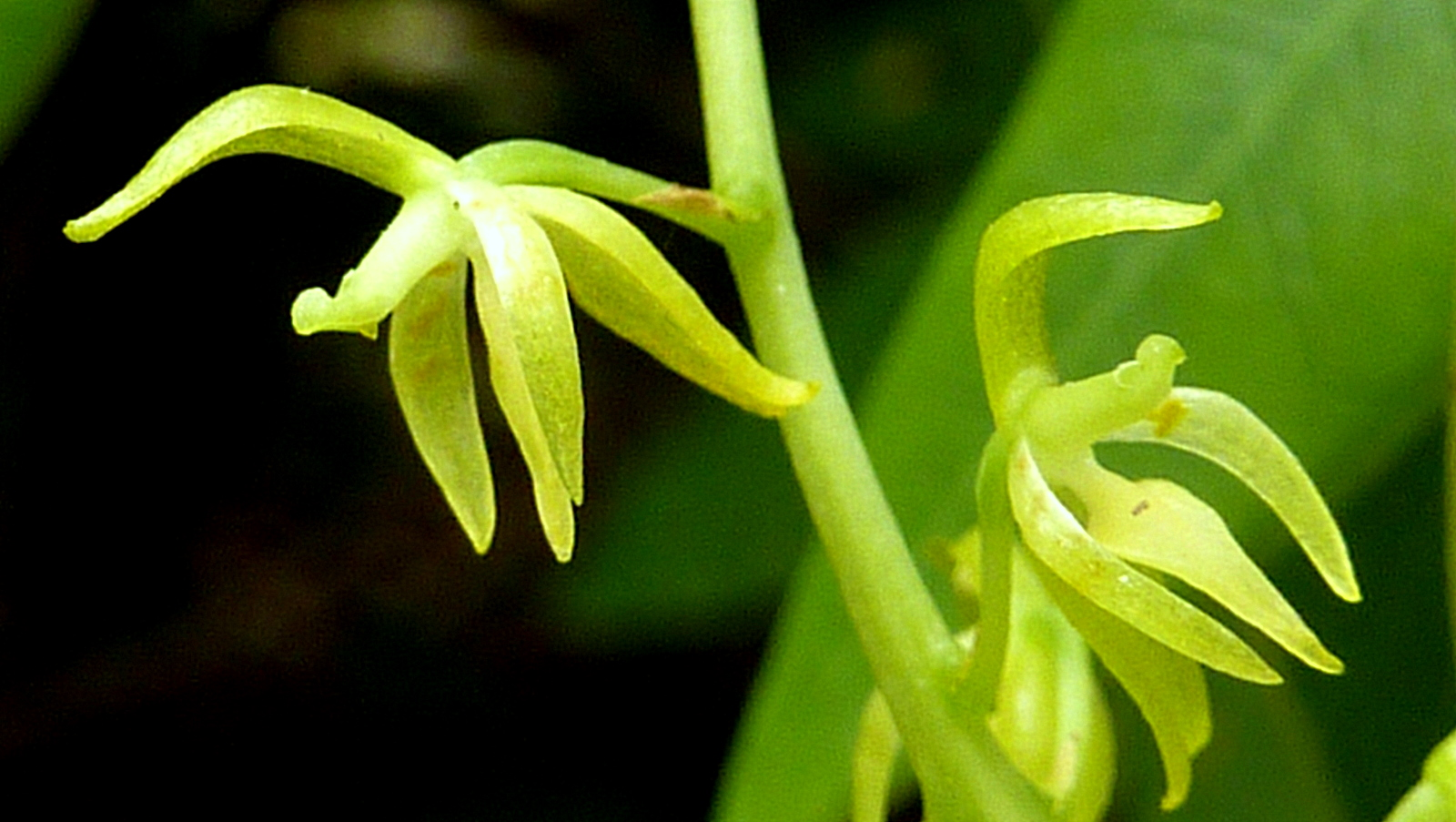